# Mylabris hollebekei
Mylabris hollebekei es una especie de coleóptero de la familia Meloidae.

## Distribución geográfica
Habita en el Congo.